# Parantipathes laricides
Parantipathes laricides is een Antipathariasoort uit de familie van de Schizopathidae. De wetenschappelijke naam van de soort is voor het eerst geldig gepubliceerd in 1914 door van Pesch.